# Tarachidia viridans
Tarachidia viridans är en fjärilsart som beskrevs av William Schaus 1904. Tarachidia viridans ingår i släktet Tarachidia och familjen nattflyn. Inga underarter finns listade i Catalogue of Life.